# Gephyromantis runewsweeki
Gephyromantis runewsweeki é uma espécie de anfíbio anuros da família Mantellidae. Está presente em Madagáscar. A UICN classificou-a como vulnerável.